# Дональдсон, Скотт
Скотт Дональдсон (англ. Scott Donaldson, род. 19 марта 1994 года, Перт) — шотландский профессиональный игрок в снукер. Победитель Чемпионата Европы среди молодёжи 2012 года.

## Карьера
Скотт Дональдсон стал увлекаться снукером с детства. И уже в 18 лет выиграл Чемпионат Европы среди молодёжи и получил двухлетний уайлд-карт на сезоны 2012/2013 и 2013/2014. Сумел задержаться в мейн-туре до сегодняшнего времени.
Скотт два раза в карьере останавливался в одном шаге до финала рейтингового турнира. Это с ним произошло на Чемпионате Уэльса 2017 и Чемпионате Гибралтара 2018.